# Аксай (городская администрация, Казахстан)
Городска́я администра́ция Акса́й, или го́род Акса́й (каз. Ақсай қала әкімдігі — Ақсай Қ. Ә.; Ақсай қаласы) — административно-территориальная единица Западно-Казахстанской области, включающая в себя административный центр Бурлинского района город Аксай. Общая площадь территории, подчинённой городской администрации составляет — 84,04 км². Понятия «городская администрация Аксай» и «город Аксай» (как населённого пункта) не являются равнозначными.
Городскую администрацию возглавляет аким города Аксай, назначаемый акимом Бурлинского района в соответствии с Законом Республики Казахстан от 23 января 2001 года «О местном государственном управлении и самоуправлении в Республике Казахстан». В настоящее время обязанности главы города Аксай исполняет Арсен Баяндыков (с 12 апреля 2021 года).
Административный центр городской администрации — город Аксай.

## История
Постановлением акимата Западно-Казахстанской области от 10 апреля 2013 года № 47 и решением Западно-Казахстанского областного маслихата от 10 апреля 2013 года № 8-2 «О внесении изменений в административно-территориальное устройство Западно-Казахстанской области»:
- Кызылталский сельский округ был упразднён; населённый пункт «Кызылтал» был передан в состав городской администрации;
- населённый пункт «Аралтал» Пугачёвского сельского округа был передан в состав городской администрации.

## Население
| Численность населения | Численность населения | Численность населения |
| 1999                  | 2009                  | 2021                  |
| --------------------- | --------------------- | --------------------- |
| 28 953                | ↗32 873               | ↗43 080               |

## Состав
| № | Населённый пункт | Тип населённого пункта        | КАТО      | Географические координаты       | Население, 2021 г. | Доля в населении, % |
| - | ---------------- | ----------------------------- | --------- | ------------------------------- | ------------------ | ------------------- |
| 1 | Аксай            | город, административный центр | 273620000 | 51°10′05″ с. ш. 52°59′52″ в. д. | ↗36 293            | 84,25 %             |
| 2 | Аралтал          | село                          | 273620200 | 51°11′16″ с. ш. 52°55′01″ в. д. | ↗922               | 2,14 %              |
| 3 | Кызылтал         | село                          | 273620300 | 51°07′58″ с. ш. 53°04′10″ в. д. | ↗5 865             | 13,61 %             |